# Gisement gazier de Tortue
Le gisement gazier de la Tortue, encore appelé gisement gazier de la Grande Tortue Ahmeyim (GTA), a été découvert en 2015 par la société Kosmos Energy. 
Situé sur la frontière maritime sénégalo-mauritanienne, sa taille est estimée à 25 trillions de pieds cubes et pourrait s'étendre sur 90 km2. Il est situé dans le permis C-8. Au moment de sa découverte, il s'agissait d'une des plus importantes découvertes depuis celles des gisements mozambicains et de Zohr en Égypte  au début de la décennie 2010.